# Keboananom
Keboananom is een bestuurslaag in het regentschap Sidoarjo van de provincie Oost-Java, Indonesië. Keboananom telt 9124 inwoners (volkstelling 2010).